# ツルモドキ
ツルモドキ（鶴擬、Aramus guarauna）は、ツル目ツルモドキ科ツルモドキ属に分類される鳥類。本種のみでツルモドキ科ツルモドキ属を構成する。

## 分布
- A. g. elucus

アメリカ合衆国（プエルトリコ）、ドミニカ共和国、ハイチ
- A. g. dolosus

エルサルバドル、グアテマラ、コスタリカ、ニカラグア、パナマ北部、ベリーズ、ホンジュラス、メキシコ南部
- A. g. guarauna

アルゼンチン北部、ウルグアイ、エクアドル、ガイアナ、コロンビア、スリナム、パナマ南部、パラグアイ、ブラジル、フランス（仏領ギアナ）、ベネズエラ、ペルー
- A. g. pictus

アメリカ合衆国（ジョージア州南部、フロリダ州）、キューバ、ジャマイカ

## 形態
全長58.5-66cm。体重0.9-1kg。全身は暗い緑褐色の羽毛でおおわれ、頭部やけい部、下面には白いたてじまが入る。尾羽は幅広く短い。翼は幅広く丸みを帯びる。
虹彩は褐色。くちばしは長く側扁し、直線的。先端はやや下方へ向かい、下し先端は右方へ湾曲する。これにより貝類の殻を破砕せずにこじあけ中身だけを食べることに適している。くちばしの色彩は灰褐色で、先端は黒く下し基部は赤い。後肢の色彩は暗褐色。
卵は平均長径5.6cm、短径4.4cmで、淡黄色の殻でおおわれ斑点が入る。幼鳥はくちばしが短い。

## 分類
外部形態や生態はクイナ科、内部形態はツル科との共通性が多く、2科の中間、ないしよりツル科に近縁な分類群と考えられている。
ツルモドキ科の現生種は本種のみだが漸新世の地層から少なくとも6属6種の化石種が発見されている。
- Aramus guarauna elucus
- Aramus guarauna dolosus
- Aramus guarauna guarauna　(Linnaeus, 1766)
- Aramus guarauna pictus

## 生態
熱帯雨林内の河川や池沼、湿原などの水辺に生息する。樹上で休む。単独やペア、家族群を形成し生活する。飛翔する事はまれで、渡りも行わない。
食性は動物食傾向の強い雑食で、主に貝類等を食べるが両生類、小型爬虫類、ミミズ、種子なども食べる。貝類は一度咥えて陸へ運び、趾で押さえつけ嘴でこじ開けて食べる。水辺や浅瀬を徘徊しながら、素早く嘴を突き出して獲物を捕食する。英名は「よたよた歩く小さい奴」の意で、徘徊する様子が由来になっている。
繁殖形態は卵生。水辺の茂みや樹上に水草や木の枝などを積み上げた巣を作り、1回に4-8個（主に6個）の卵を産む。雌雄交代で抱卵し、抱卵期間は約20日。育雛も雌雄共に行う。

## 人間との関係
開発により主な食物である貝類が減少することで、生息数が減少することが懸念されている。アメリカ合衆国では一時生息数が激減し、保護の対象とされている。